# Nephodia perspersata
Nephodia perspersata là một loài bướm đêm trong họ Geometridae.